# Огюстен Алексіс Дамур
Огюстен Алексіс Дамур (19 липня 1808, Париж — 22 вересня 1902, Париж) — французький мінералог, який також цікавився пре-історією.

## Життєпис
У 1827 році він навчався під керівництвом Александра Броньяра в Muséum d'Histoire Naturelle у Парижі, і до 1854 року працював у Міністерстві закордонних справ. Після цього він присвятив себе мінералогічним дослідженням, здобувши популярність завдяки своїм дослідженням хімічного складу багатьох різних мінералів.
На додаток до його сольного аналізу різних мінералів, разом з Жаном-Батистом Буссенго, він вивчав обсидіан за високих температур, а разом з Анрі Етьєном Сент-Клером Девілем він досліджував природу колумбіту. Крім того, йому приписують відкриття багатьох нових видів мінералів; фожазит, бертрандит, якобсит і алюодит. У 1854 році він назвав мінерал деклуазит на честь Альфреда Де Клуазо. У 1854 році він назвав мінерал десклоазіт на честь Альфреда Де Клуазо . У 1845 році французький геолог і мінералог Ахілл Ернест Оскар Джозеф Делесс назвав на його честь різновид мусковіту «дамурит».
У 1857 році він був призначений президентом Геологічного товариства Франції , а в 1881 році, за рекомендацією Вольфганга Франца фон Кобелля, він став членом Королівської баварської академії наук . Його колекції зберігаються в Музеї Тулузи.

## Інтернет-ресурси
- IDREF.fr Bibliographical works by Augustin Alexis Damour.